# Ольва
Ольва — река на Северном Урале, в муниципальном округе Карпинск Свердловской области России. Устье реки находится в 139 км по левому берегу реки Каквы. Длина реки Ольвы составляет 35 км.

## Данные водного реестра
По данным государственного водного реестра России, река Ольва относится к Иртышскому бассейновому округу, речному бассейну Иртыша, речному подбассейну Тобола. Водохозяйственный участок — Сосьва от истока до водомерного поста у деревни Морозково.
Код объекта в государственном водном реестре — 14010502412111200010448.